# Pérez Millán
Pérez Millán es la tercera localidad en importancia en el partido de Ramallo, provincia de Buenos Aires, Argentina. Nació bajo la influencia del ferrocarril, en este caso del Ferrocarril Central Córdoba, hoy Ferrocarril General Belgrano. Debe su nombre a Narcisa Pérez Millán.
El 27 de julio de 2008 cumplió 100 años y la localidad lo festejó con una gran fiesta a la que concurrieron alrededor de 12 mil personas.
El pueblo se encuentra ubicado en el noreste de la Provincia de Buenos Aires, a 11,01 km de la RP 51 y a 20 km de la ruta nacional RN 9.

## Toponimia
El FF.CC. atravesaba campos de la "Estancia El Tala" o "Campos del Norte" de propiedad de Francisco Pérez Millán y luego de sus sucesores,  hizo que tomara el nombre la estación.
Los nietos de Narcisa Pérez Millán (quien falleció el 2 de julio de 1895), fueron quienes decidieron darle el nombre a la localidad en honor a su abuela.

## Historia
Una de sus herederas, Narcisa del Corazón de Jesús Zapiola, creyó una excelente oportunidad la idea de formar aquí un pueblo, debido a varias condiciones favorables. 
Otros herederos, los hermanos Mayol, debieron pedir autorización por medio de su tutor (Don Diego Saavedra), al Ministerio de menores para poder vender estos terrenos. En la solicitud, se comprometían a pagar parte de los gastos que demandaría la traza del pueblo.
Para el 26 de abril de 1908 se marcaron los lotes con cientos de estacas, y el pueblo quedó dividido en 90 manzanas, 17 quintas y 2 chacras. Con las lógicas reservas para los lugares públicos.
El ministro de menores autoriza a vender las tierras el 27 de julio de 1908.
Y es ese hecho en particular el que da origen a la fecha de festejo de la fundación de la localidad.
En los primeros tiempos, quienes venían a afincarse aquí eran personas de las ciudades o campos de la zona. En la actualidad y desde hace un cuarto de siglo, han llegado muchísimas familias de las provincias del norte y el litoral argentino. Lo que ha motivado que sea una de las localidades con mayor crecimiento poblacional, es decir mientras la mayoría de los pueblos del interior decrece, Pérez Millán crece.
La localidad cuenta con 2 escuelas primarias, un jardín de infantes, un jardín maternal, un instituto secundario, un secundario técnico, una escuela especial, y aula virtual para estudios terciarios o universitarios.
Los recursos económicos más importantes son la agricultura y la ganadería.Hay una gran industria frigorífica instalada (700 operarios),  esta empresa exporta casi toda su producción. Y cuatro plantas de acopio de cereales muy importantes para la zona. Hay una sucursal de Banco Nación Argentina, 2 cajeros automáticos, Banco Móvil de Bco. de la provincia de Buenos Aires. La localidad cuenta con más de 250 comercios. Importantes explotaciones agrícolas, etc. También cuenta con un laboratorio destinado a la investigación de los lípidos en los alimentos.
La fecha de fundación fue tomada como 27 de julio de 1908, y desde entonces hasta ahora, la localidad ha crecido notablemente y últimamente se la está tratando de dotar de una infraestructura acorde al progreso.

## Población
Cuenta con 4,570 habitantes (Indec, 2010), lo que representa un incremento del 26% frente a los 3,633 habitantes (Indec, 2001) del censo anterior..
| Gráfica de evolución demográfica de Pérez Millán entre 1960 y 2010 |
|                                                                    |
| Fuentes: INDEC                                                     |

## Perezmillanenses destacados
- Silvio Iuvalé (Futbolista).
- Fernando Torrent (Futbolista).
- Iván David mansilla. ( boxeador profesional )

## Parroquias de la Iglesia católica en Pérez Millán
| Diócesis  | San Nicolás de los Arroyos |
| --------- | -------------------------- |
| Parroquia | San Carlos Borromeo        |